# Теолипт II Константинополски
Теолипт II Константинополски (на гръцки: Θεόληπτος Β) e Вселенски патриарх в годините 1585 – 1586 г. по времето на папите Григорий XIII и Сикст V.

## Биография
Теолипт II е племенник на Митрофан III Константинополски. Споменат е като пловдивски митрополит през януари 1580 година. Подкрепен е от патриарх Йеремия II, но Теолипт конспирира срещу него и се съюзява с Пахомий II. След свалянето на Пахомий, Теолипт е избран за патриарх на 16 февруари 1585 година и е интронизиран през март 1585 година от патриарсите Силвестър Александрийски и Йоаким V Александрийски. По негово време седалище на Вселенската патриаршия за последно е „Света Богородица Памакаристос“, превърната в джамия в 1586 година. Патриаршията до 1597 година се мести в бедната църква „Света Богородица Парамития“ във Влах сарай, резиденцията на влашкия господар в Константинопол.
През май 1586 година, докато Теолипт пътува из Молдова и Влашко, за да събира пари, дяконът на патриарх Йеремия II Никофор (? – 1596) успява да го детронира и става наместник на патриаршеския трон до април 1587, когато Йеремия II е преизбран за патриарх, въпреки че е на дълго пътуване в Русия. Йеремия научава за избирането си в 1589 година в Молдова на път за Константинопол, където пристига в 1590. Патриаршията се управлява междувременно от Никифор с кратко прекъсване от десетина дни, когато управляваш е дякон Дионисий Философ, по-късно лариски митрополит.
Теолипт е помилван от Синода и е изпратен в Понт за събиране на пари за църквата. В 1587 година е в „Света Богородица Сумела“. Помирен с Йеремия, Теолипт помага в управлението на Патриаршията до 1590 г. След това няма сведения за живота му.